# Öffentliche Ordnung
Die öffentliche Ordnung ist ein abstraktes Rechtsgut. Das deutsche Bundesverfassungsgericht versteht unter öffentlicher Ordnung die Gesamtheit der ungeschriebenen Regeln, deren Befolgung nach den jeweils herrschenden sozialen und ethischen Anschauungen als unerlässliche Voraussetzung eines geordneten menschlichen Zusammenlebens innerhalb eines bestimmten Gebiets angesehen wird.
Schon 1933 verstand das Preußische Oberverwaltungsgericht darunter die Gesamtheit der ungeschriebenen Regeln für das Verhalten des Einzelnen in der Öffentlichkeit, soweit die Beachtung dieser Regeln nach den herrschenden Auffassungen als unerlässliche Voraussetzung eines geordneten Gemeinschaftslebens betrachtet wird.
Der Anwendungsbereich der „öffentlichen Ordnung“ wird teilweise in Frage gestellt, weil er mit dem Bestimmtheitsgebot nach Art. 103 Abs. 2 GG (in Verbindung mit Art. 20 III GG) nur schwer in Einklang zu bringen ist und weil er durch § 118 OWiG (ehemals Grober Unfug) ausreichend abgedeckt wird.

## Aufgabenzuweisung
Die Aufrechterhaltung der öffentlichen Sicherheit oder Ordnung ist in Deutschland die originäre Aufgabe der Ordnungsbehörden wie auch der Polizeien, obgleich diese Aufgabenzuweisung nicht in allen Polizeigesetzen normiert ist. In der Praxis ist die Verfolgung von Straftaten und Ordnungswidrigkeiten die überwiegende Tätigkeit der Polizei.
In den Ländern Bremen und Schleswig-Holstein steht der Begriff öffentliche Ordnung in keinem ihrer Polizei- und Ordnungsgesetze. 
In Niedersachsen und im Saarland wurde der Begriff wieder eingeführt.
Der Landtag Nordrhein-Westfalen verabschiedete am 9. Februar 2010 (damals regierte das Kabinett Rüttgers) ein Änderungsgesetz zum Polizeigesetz. Es legt fest, dass die öffentliche Ordnung wieder eine der Aufgaben der Polizei  NRW ist. Es soll hierdurch entsprechend dem Gesetzentwurf deutlich gemacht werden, dass die Polizei ebenso wie die Ordnungsbehörden legitimiert ist,
auch geringfügige Verstöße gegen die öffentliche Ordnung zu unterbinden. Die Polizei wird dadurch ermächtigt,
im Einzelfall auch gegen belästigendes Verhalten in der Öffentlichkeit einzuschreiten, das noch unter
der Schwelle einer Ordnungswidrigkeit (§§ 116 ff. OWiG) bleibt.